# Stroomsnelheid
Met stroomsnelheid wordt bedoeld de snelheid (in meter per seconde) van een bewegende vloeistof of gas.
In het bijzonder is stroomsnelheid van toepassing bij een rivier. Wanneer het debiet bekend is, kan de gemiddelde stroomsnelheid van het water worden bepaald door deze te delen door de oppervlakte van de doorsnede van de waterloop;
{\displaystyle v={\frac {Q}{A}}\,}
met
v = snelheid in m/s
Q = debiet in m3/s
A = oppervlakte van de doorsnede in m2
Deze formule is alleen van toepassing voor de gemiddelde stroomsnelheid. De snelheid in een stroming kan per plaats zeer verschillen. Vaak geldt bij benadering dat de stroomsnelheid het hoogst is in het midden van een stroming en gelijk is aan 0 (nul) bij de randen.
De gemiddelde stroomsnelheid van de Rijn varieert in Nederland van 0,5 tot 1,5 m/s.